# La Possonnière

La Possonnière este o comună în departamentul Maine-et-Loire, Franța. În 2009 avea o populație de 2,317 de locuitori.